# 俄都语
俄都语是印度支那半島俄都族的母語，其使用範圍位於越南中部乂安省的襄陽縣，在寮國也有分佈。
俄都族是一個人數很少的民族。根據2010年的調查，俄都語僅有300名使用者。如今被認為是一門幾乎滅絕的語言。